# جوزپه توسی
جوزپه توسی (انگلیسی: Giuseppe Tosi; ۲۵ مهٔ ۱۹۱۶ – ۱۰ ژوئیهٔ ۱۹۸۱) ورزشکار دو و میدانی اهل ایتالیا بود.
از فیلم‌ها یا برنامه‌های تلویزیونی که وی در آن نقش داشته‌است می‌توان به کو وادیس، عاشقان اشاره کرد.
وی در مسابقات کشوری و بین‌المللی در مجموع برندهٔ ۱ مدال طلا، ۴ مدال نقره شده‌است.